# Brygada Kawalerii „Poznań”
Brygada Kawalerii „Poznań” – wielka jednostka kawalerii Wojska Polskiego II RP.

## Formowanie
Brygada sformowana została w marcu - kwietniu 1919 r. jako I Brygada Jazdy Wielkopolskiej Sił Zbrojnych Polskich w byłym zaborze pruskim. W wyniku scaleniu Wojsk Wielkopolskich z armią krajową, brygada przemianowana została na VII Brygadę Jazdy. Po zakończeniu wojny z bolszewikami dokonano zmian w organizacji brygady, która przedstawiała się następująco:
- Dowództwo VII Brygady Jazdy w Poznaniu
- Oddział Sztabowy w Poznaniu
- 15 pułk Ułanów Poznańskich
- 16 pułk Ułanów Wielkopolskich
- 17 pułk Ułanów Wielkopolskich
- 7 dywizjon artylerii konnej Wielkopolskiej
- Szkoła Podchorążych Rezerwy przy VII BJ
- kompania sanitarna VII BJ (eks kompania sanitarna nr 4)

W kwietniu 1924, w ramach reorganizacji jazy, VII BJ przemianowana została na VII Brygadę Kawalerii i podporządkowana dowódcy 3 Dywizji Kawalerii. Z jej składu wyłączony został 16 pułk ułanów Wielkopolskich i 7 dywizjon artylerii konnej Wielkopolskiej. Pierwsza z wymienionych jednostek podporządkowana została dowódcy nowo utworzonej XIV Brygady Kawalerii w Bydgoszczy, a druga dowódcy artylerii konnej 3 Dywizji Kawalerii. W skład XIV BK wszedł również 7 pułk strzelców konnych Wielkopolskich, który do tego czasu podlegał bezpośrednio dowódcy Okręgu Korpusu Nr VII.
Wiosną 1929  VII BK przeformowana została w samodzielną Brygadę Kawalerii „Poznań”. W jej skład ponownie włączony został 7 dywizjon artylerii konnej Wielkopolskiej, a ponadto 7 pułk strzelców konnych Wielkopolskich z rozformowanej XIV BK.
Z dniem 1 kwietnia 1937 Brygada Kawalerii „Poznań” przemianowana została na Wielkopolską Brygadę Kawalerii.

## Struktura organizacyjna
- Dowództwo Brygada Kawalerii „Poznań”
- 15 pułk Ułanów Poznańskich
- 17 pułk Ułanów Wielkopolskich
- 7 pułk strzelców konnych Wielkopolskich
- 7 dywizjon artylerii konnej
- 3 szwadron samochodów pancernych
- pluton konnych telegrafistów nr 7

## Dowódcy brygady
- płk Stanisław Sochaczewski (1921-1929)
- gen. bryg. Sergiusz Zahorski (1929-1937)